# Cathédrale de Dunblane
La cathédrale de Dunblane est l'édifice religieux principal de la ville de Dunblane, près de Stirlingen Écosse. Elle abritait le siège de évêché médiéval de Dunblane jusqu'à la Réforme écossaise.

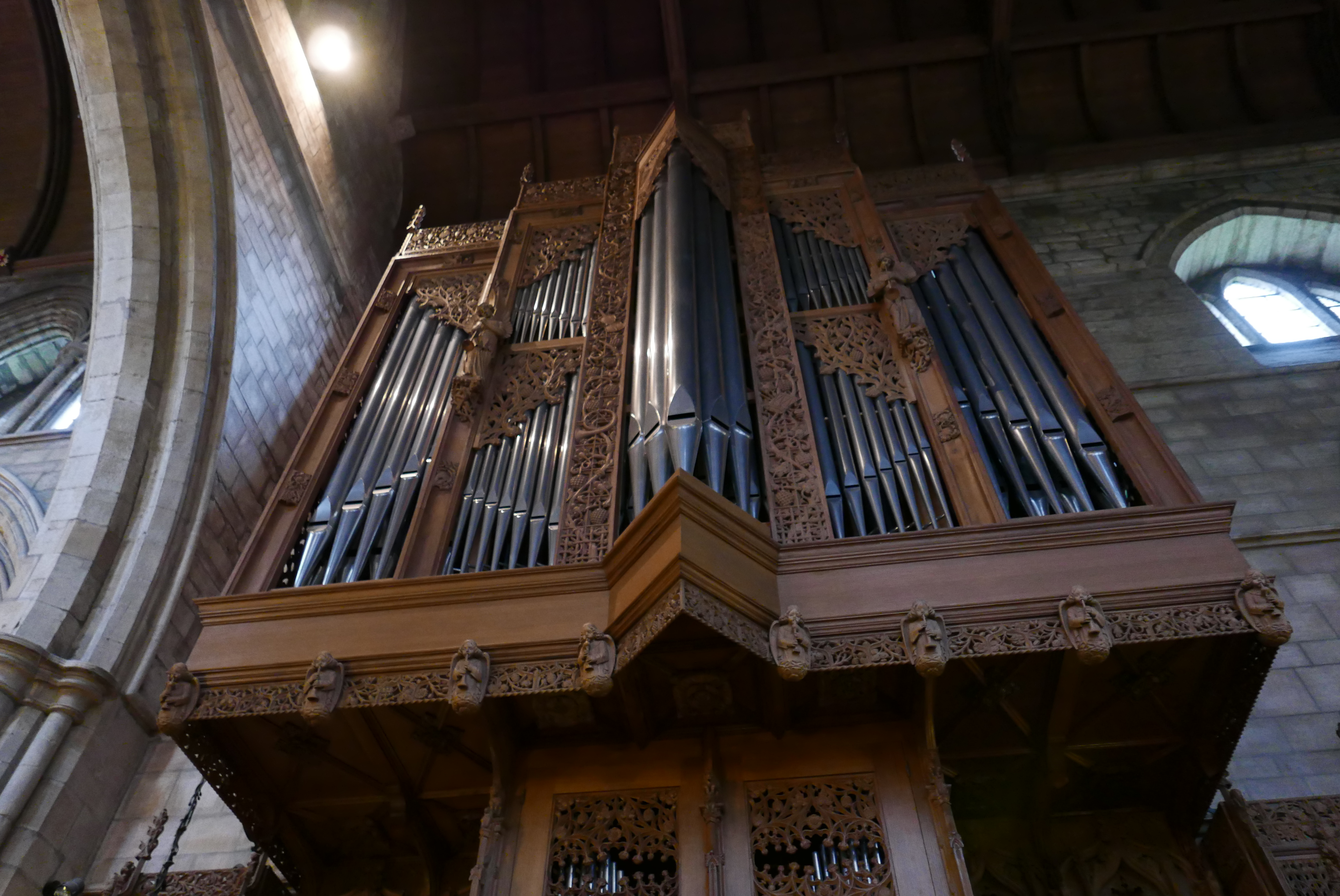

## Source
- (en) Cet article est partiellement ou en totalité issu de l’article de Wikipédia en anglais intitulé « Dunblane Cathedral » (voir la liste des auteurs).